# 万荣路
万荣路是中華人民共和國上海市靜安區一條南北走向道路，北起三泉路地道與三泉路相連，南至延長中路。万荣路的廣中西路至宜川路段由於被大寧靈石公園阻隔，所以通過萬榮路地道相連。道路名稱來自於山西省萬榮縣。萬榮路是在當局於1958年興建彭浦工業區時建造的配套工程。2017年5月，下穿大寧靈石公園的万荣路地道開通。